# Krabat: Čarodějův učeň
Krabat: Čarodějův učeň (v německém originále jen Krabat) je německý dramatický film z roku 2009, který natočil režisér Marco Kreuzpaintner podle scénáře, na němž spolupracoval s Michaelem Gutmannem. Temný příběh o čarodějném učedníkovi jménem Krabat odehrávající se po třicetileté válce vychází ze stejnojmenné knihy německého spisovatele a libereckého rodáka Otfrieda Preußlera, jehož román z roku 1971 v české kinematografii proslavil již Zemanův animovaný Čarodějův učeň (1977). V německém hraném celovečerním snímku ztvárnil titulní postavu David Kross, jeho staršího souputníka Tondu Daniel Brühl a čarodějného mistra Christian Redl.

## Děj
Příběh vycházející z lužickosrbské legendy se odehrává v době poznamenané třicetiletou válkou. Čtrnáctiletý sirotek Krabat přichází veden vnitřním hlasem do Černého mlýna, kde nachází svého Mistra a skupinu dalších jedenácti učedníků. V mlýně se však jen nemele mouka, nýbrž slouží jako čarodějná škola černé magie. Mistr je velmi přísný a první měsíce pomáhá Krabatovi přečkat zkušenější tovaryš Tonda. Ten také Krabatovi ukáže nedalekou ves Černý Chlum a tamní děvčata, která později společně ochrání před rejtary. Je si však mnohem lépe vědom temného osudu, který učedníky čeká. Když mlýn navštíví tajemný muž, Tonda náhle zemře a Krabat posléze zjišťuje, že nešlo o nehodu ani náhodu. Záhy po jeho smrti přichází do mlýna nový učedník Loboš. Když se později Krabat více sblíží s Kantorkou ze vsi, poradí mu další z učedníků Juro, že existuje i jiná cesta pryč ze mlýna než smrt – pokud si jej vyžádá jeho milá, může se postavit Mistrovi a zlomit okovy osudu.

## Postavy a obsazení
| David Kross      | Krabat                   |
| Daniel Brühl     | Tonda, nejstarší učedník |
| Christian Redl   | Mistr čaroděj            |
| Robert Stadlober | Lyschko, učedník         |
| Paula Kalenberg  | Kantorka                 |
| Hanno Koffler    | Juro, učedník            |
| Otto Sander      | vypravěč                 |
| Anna Thalbach    | Worschula                |
| Charly Hübner    | Michal, učedník          |
| Moritz Grove     | Merten, učedník          |
| Tom Wlaschiha    | Hanzo, učedník           |
| Sven Hönig       | Andrusch, učedník        |
| Stefan Haschke   | Staschko, učedník        |
| David Fischbach  | Loboš, mladší učedník    |
| Daniel Steiner   | Petar, učedník           |
| Tom Lass         | Kubo, učedník            |
| Daniel Fripan    | Kito, učedník            |

## Uvedení
Film měl světovou premiéru na Mezinárodním filmovém festivalu v Torontu 7. září 2008. Německá premiéra proběhla 23. září téhož roku v Essenu a do běžné německé kinodistribuce byl snímek uveden společností 20th Century Fox od 4. října 2008. Krabat se stal v pořadí třetím filmem režiséra Kreutzpaintnera (po filmech Ganz und gar a Letní bouře), kterému se díky společnosti Bavaria Film International dostala možnost mezinárodní distribuce.

## Ocenění
V březnu 2009 byl Krabat nominován na Německou filmovou cenu v kategoriích nejlepší scénografie (Bestes Szenenbild), nejlepší filmová hudba (Beste Filmmusik) a nejlepší zvuk (Beste Tongestaltung), ani v jedné však na cenu nedosáhl.